# Thorectes sardous
Thorectes sardous är en skalbaggsart som beskrevs av Wilhelm Ferdinand Erichson 1847. Thorectes sardous ingår i släktet Thorectes och familjen tordyvlar. Inga underarter finns listade i Catalogue of Life.